# 히국
히국(火国/肥国, ひのくに 히노쿠니[*])는 율령제 이전에 존재했던 일본의 옛 지역 이름이다.
이 지역은 원래 화산이 많아서 "불의 나라"(火の国 히노쿠니[*])라고 불리었으며, 후에 히국(肥の国 히노쿠니[*])으로 바뀌었다.
후에 아리아케해를 기준으로 히젠국(肥前国)과 히고국(肥後国)으로 나뉘었다. 이 두 구니, 또는 혹은 어느 한 구니를 가리켜 히주(肥州, ひしゅう 히슈[*])라 부르기도 하며, 히젠국과 히고국을 합쳐 니히(二肥, にひ)라고도 불뤘다.
폐번치현 이후의 변화를 지난 히젠국은 나가사키현과 사가현, 히고국은 구마모토현이 되었다.